# Tranvía de Elche
El Tranvía Urbano de Elche es un proyecto del Ayuntamiento de Elche, que pretende implantar el tranvía, aprovechando la llegada del TRAM Metropolitano procedente de Alicante. 
El Ayuntamiento, en un primer momento, presentó un primer proyecto preliminar que preveía una línea de unos 8 km de longitud y 19 paradas, desde el Hospital Universitario del Vinalopó hasta el Hospital General Universitario de Elche. En 2010 el alcalde Alejandro Soler Mur y el concejal de urbanismo Alejandro Pérez presentaron la actual propuesta para la instalación del tranvía. Se preveían 4 líneas distintas, si bien una de ellas sería la Línea 7 del TRAM, el resto si que pertenecerían a la red tranviaria ilicitana.
El primer tramo en ejecutarse sería el del Aeropuerto hasta el casco urbano. El tranvía partiría del aeropuerto pasaría por la Institución Ferial Alicantina, atravesando la pedanía de Torrellano por la carretera N-340 hasta llegar al casco urbano. Una vez en él, su trazado discurriría por la avenida del Ferrocarril, posteriormente o bien se desviaría hacia Carrús por la Avenida de Novelda, o bien seguiría por la Avenida de la Libertad hasta el Centro Comercial L´Aljub, para en una siguiente fase ampliar la línea hasta la estación de alta velocidad.

## Proyecto actual
El 15 de mayo de 2023, el actual Presidente de la Generalidad Valenciana y el alcalde de Elche presentaron el proyecto de una línea de tranvía que unirá el Polígono de Carrús, la ciudad de Elche y Elche Parque Empresarial, dejando abierta la posibilidad de ampliar posteriormente hasta la zona sur de la ciudad o hasta el Aeropuerto de Alicante-Elche y Alicante, por un extremo, y hasta Crevillente por el otro extremo.
- El trazado completo tendrá 13,5km.
- Contará con 20 paradas.
- Se calcula que el recorrido completo duraría 35 minutos.
- Se prevé que la línea esté finalizada en 2027.